# ユーメックス
株式会社ユーメックス（Youmex Co.）は、1985年から1998年まで存在した日本のアニメ・ゲーム・声優関連のレコード会社、映像ソフト会社。東芝EMI（現・ユニバーサル ミュージック ジャパン）の機能子会社として1985年に設立された。英文字表記は「YOUMEX」。

## 沿革
大手レコード会社の中でも、東芝EMI（当時）は自らアニメ関連に携わる意欲が低く、同業他社のように自社内に同事業部門を置かずに、専門の子会社を設立して制作を一任することが多かった。
一方、キングレコードでアニメ関連レーベルのスターチャイルドを成功させて独立した部長の藤田純二らほとんどのスタッフが東芝EMIの出資を受け、1985年7月に東芝EMIグループのアニメ部門ユーメックスが発足した。社長には藤田が就任。「FUTURE LAND（フューチャーランド）」「YOUMEX（ユーメックス）」をレーベルとして使用していた。1990年時点の従業員数は6名。
大ヒット作の『ふしぎの海のナディア』などを手掛け、1990年代前半には声優関連のCDを多く発売。アニラジと呼ばれる声優やアニメ関係のラジオ番組を手がけたり、OVAなどの映像ソフトを手がけたりしたが、1998年末までに組織解散に至った。
その後、1998年に東芝グループにおいてアニメを含む映像ソフト制作・デジタルマーケティング新会社「東芝デジタルフロンティア」設立。2003年4月に東芝がアミューズピクチャーズの株式を取得し子会社化。2003年10月に東芝の完全子会社となり、東芝エンタテインメント株式会社に商号変更。東芝グループで映像ソフト制作を行っていた「東芝デジタルフロンティア」のデジタルコンテンツ事業部とも統合。2007年5月博報堂DYメディアパートナーズに売却し東芝グループより離脱。ショウゲートへ社名変更。再度、東芝グループがアニメーション製作から撤退することとなった。

## 社名
社名のユーメックス(YOUMEX)は、あなたが作る未知・無限大の夢という意味の造語。YOU,MAKE,X,YUMEから成っている。

## 主な担当作品

### アニメ作品
- 超音戦士ボーグマン
- ふしぎの海のナディア
- 紅いハヤテ
- きまぐれオレンジ☆ロード
- 戦え!!イクサー1
- マシンロボ クロノスの大逆襲
- 冥王計画ゼオライマー
- レイナ剣狼伝説
- 撃殺!宇宙拳
- 県立地球防衛軍
- 炎の転校生（イメージアルバム）
- とってもひじかた君
- エルドランシリーズ
  - 絶対無敵ライジンオー
  - 元気爆発ガンバルガー
- バブルガムクライシス
- 獣戦士ガルキーバ
- あしたへフリーキック
- アーシアン
- 学園便利屋 アンティークハート
- ドラゴン・フィスト
- シークエンス
- 放課後のティンカー・ベル
- アイドル伝説えり子
- 赤ちゃんと僕
- 魔法のステージファンシーララ

### 特撮作品
- 電脳警察サイバーコップ
- 七星闘神ガイファード
- ウルトラシリーズ
  - ウルトラマンダイナ
  - ウルトラマンガイア

## 提供したラジオ番組
- クラブ・アニミラージュ（エフエム大阪）
- YOUMEX YOUMIX（ラジオ関西・東海ラジオ）
- 草尾毅のT-kids Party（東海ラジオ。途中でメディア・レモラスにスポンサー交代）
- B-univ・バーチャファクトリー（KBS京都）
- 根谷美智子・愛のフューチャーランド（KBS京都）